# Stella Pistola
La Stella Pistola (nota in inglese come Pistol Star) è una stella ipergigante blu  situata nella costellazione del Sagittario.
Classificata come variabile S Doradus, è una delle stelle più luminose e massicce della Via Lattea. Fa parte dell'ammasso Quintupletto, situato a circa 25.000 anni luce dalla Terra, nei pressi del centro galattico, e deve il suo nome alla forma della nebulosa che illumina, la nebulosa Pistola.

## Caratteristiche
Le prime osservazioni fecero pensare che potesse trattarsi della più estrema tra le stelle conosciute, dato che l'energia prodotta fu inizialmente stimata essere 10 milioni di volte superiore a quella prodotta dal Sole; studi successivi, tuttavia, hanno ridimensionato questo considerevole numero al più "modesto" valore di 1,7 milioni, un dato ancora enorme, ma che ne farebbe un oggetto un terzo meno luminoso di η Carinae.
La Stella Pistola irradia in circa 20 secondi la stessa energia che il Sole irradia in un anno. Gli oggetti di questa categoria hanno una massa da 80 a 150 M⊙ ed una vita molto breve, all'incirca 3 milioni di anni. Al contrario delle normali stelle, la fisica di questi oggetti stellari è fortemente influenzata dalla pressione esterna della luce che emettono. Come altre stelle estremamente luminose, la Stella Pistola è una variabile di tipo S Doradus.
Si ritiene che la stella abbia già espulso una quantità di materia pari a circa 10 masse solari in gigantesche esplosioni che forse hanno avuto luogo tra 4 000 e 6 000 anni fa. Il suo vento stellare è 10 miliardi di volte più forte di quello del Sole. La sua età precisa, così come il suo futuro, non è certa, ma ci si attende che essa, nel giro di 1-3 milioni di anni, esploderà in una brillantissima supernova o addirittura in una poderosa ipernova. Alcuni astronomi ipotizzano che la sua enorme massa possa esser messa in relazione con la sua posizione, vicina al centro galattico, poiché è proprio in questa regione della galassia che tendono a formarsi prevalentemente stelle di grande massa.
Questo oggetto, che deve il suo nome alla forma della nebulosa che illumina, la nebulosa Pistola, è situato nei pressi del nucleo galattico, approssimativamente a 25 000 anni luce dalla Terra, in direzione della costellazione del Sagittario. La Stella Pistola apparirebbe ad occhio nudo come un astro di quarta magnitudine apparente, se non fosse celata alla nostra vista da nubi di polvere in grado di assorbire lo spettro visibile; la stella fu infatti scoperta, verso la fine degli anni novanta, solo grazie al Telescopio Spaziale Hubble, sondando la porzione del cielo nella lunghezza d'onda degli infrarossi, radiazione in grado di penetrare le nubi.
Oltre alla Stella Pistola esistono altri oggetti che negli ultimi anni sono stati definiti come "la stella più luminosa". Gli studi hanno tuttavia dimostrato che quasi tutti questi oggetti hanno subito un degrado col tempo. La più grande luminosità "confermata" è di circa 5 milioni di volte quella solare, come nel caso di η Carinae che, alla sua formazione, aveva probabilmente una massa compresa tra 150 e 200 M⊙. La nostra Galassia, molto probabilmente, possiede circa un centinaio di stelle che superano Eta Carinae e sono probabilmente identificabili negli infrarossi; ma la loro luce visibile è totalmente oscurata dalla presenza di pulviscolo interstellare, e difficoltà pratiche impediscono agli astronomi di identificarle.